# Passa e Fica
Passa e Fica är en kommun i Brasilien.   Den ligger i delstaten Rio Grande do Norte, i den östra delen av landet, 1 700 km nordost om huvudstaden Brasília. Antalet invånare är 11 111. Arean är 42 kvadratkilometer.
Terrängen i Passa e Fica är huvudsakligen platt, men västerut är den kuperad.
Omgivningarna runt Passa e Fica är huvudsakligen savann. Runt Passa e Fica är det ganska tätbefolkat, med 54 invånare per kvadratkilometer.